# Український молодіжний клуб Москви
Український Молодіжний Клуб Москви (УМК Москви) — громадська організація в Росії, що об'єднує представників української діаспори Москви й Московської області. Створений 1988 року, відновлений двадцять років по тому, у 2008 році.

## Історія

### XX століття
Перший відомий український молодіжний клуб у Москві був створений майже водночас із товариством української культури «Славутич» — у квітні 1988 року. Членами його стали особи українського походження — студенти, аспіранти й молоді наукові співробітники московських вишів. Спочатку клуб перебував у складі «Славутича», кілька місяців по тому виділився в окрему організацію. Незважаючи на це, більшість його членів до 1991 року продовжували числитися у «Славутичі»: цілі обох організацій багато в чому були спільними. Саме на одній із зустрічей клубу в 1988 році виникла ідея відродити в Москві бібліотеку української літератури. 1995 року молодіжний клуб фактично припинив своє існування: більшість його учасників на той час залишили Москву, емігрувавши до України або на Захід.

### Сучасність
Історія сучасного УМК починається від 2008 року. Його засновниками стали Олександр Ступар і Андрій Мірошниченко. 16 березня 2008 року вони створили групу московських українців у соцмережі «ВКонтакте», надалі стали проводити неформальні зустрічі, організації вечірок, футбольних матчів, виконання української пісні. Відбувалися ці заходи у скверах, клубах.
Число учасників зустрічей росло, тому було ухвалено рішення створити офіційну організацію української молоді Москви — Український Молодіжний Клуб. Завдяки реєстрації члени клубу отримали можливість проводити офіційні заходи, серед іншого в українських закладах Москви, передусім, у Бібліотеці Української літератури та Культурному Центрі України. Першим керівником клубу став А. Мірошниченко, а перше зібрання відбулося у травні 2009 року на концерті гурту «Воплі Відоплясова» у клубі «Гоголь»[джерело?].
У вересні 2009 року А. Мірошниченко повідомив про створення «дискусійного клубу» при Бібліотеці української літератури — для «спілкування українською мовою та обговорення актуальних питань життя українців у світі». Основне правило було: табу на обговорення політичних та економічних питань. Однак, це не означало заборона мати політичну позицію. Так члени УМК, які мали українське громадянство спільно ходили голосувати на президентських Виборах 2010 року. Кожен зробив свій вибір таємно і це сприяло більшій інтеграції товариства. Від 26 вересня почалися регулярні зустрічі у БУЛ, що проходили по суботах. Число учасників зустрічей іноді сягало 50 осіб. Найбільш популярним став концерт лідеру гурту «Тінь Сонця» Сергія Василюка.
Влітку 2010 року засновник і перший керівник УМК А. Мірошниченко залишив Росію. У серпні того ж року, керівником клубу обрали Ярослава Копельчука. 25 серпня з нагоди 19-ї річниці Незалежності України члени УМК провели у Москві флешмоб під назвою «Дев'ятнадцять», пройшовши від мосту ім. Богдана Хмельницького українськими пам'ятними місцями міста.
2011 року Я. С. Копельчук та активісти клубу Ігор Соловей, Олександр Двоєконко, Олександр Сєрков влаштували Перший український молодіжний форум Росії (УМФР), який пройшов 8—10 квітня.

## Діяльність
Активність УМК помітно вщухла після подій 2014 року в Україні. Проте, він, як і раніше, влаштовує щомісячні зустрічі у Національному Культурному Центрі України в Москві, а також організовує й інші заходи. Число відвідувачів зменшилось: якщо у 2009—2013 роках присутність 10 осіб була звичайним явищем, тепер на них зрідка приходять 5—7. Серед них не тільки етнічні українці, а й росіяни, поляки, білоруси, татари. Причини можуть бути різними: або вони мешкали в Україні, подорожували нею, або мають серед предків українців, або просто цікавляться українською культурою.
Актив УМК заявляє, що «формат нашого клубу — повна аполітичність». Його метою проголошене прилучення московської молоді до української культури, а також поліпшення відносин між Україною та Росією.

## Футбольний клуб «Славутич»
Рішення про створення українського футбольного клубу Москви було ухвалене на засіданні УМК 10 квітня 2011 року. Власного стадіону в ентузіастів не було: тренуватися мусили на звичайних дворових майданчиках. На організацію і підготовку клубу пішло понад рік. Посольство України ідею не підтримало, моральну підтримку надавав керівник Товариства української культури «Славутич» В. Ф. Антонів — саме завдяки цій допомозі команду української діаспори Москви теж нарекли цим стародавнім ім'ям Дніпра. Першим капітаном новоствореної команди став Володимир Поліщук, а у травні 2012 вона вступила до Міжнаціональної Футбольної Ліги (МФЛ), що налічує наразі 18 клубів. 11 червня 2012 року (того ж дня у Києві відбувся матч української збірної зі шведами у межах Євро-2012) пройшов перший офіційний матч «Славутича» — з командою німецької діаспори «Штурм», який закінчився поразкою українського клубу з розгромним рахунком 19:0. Перший гол вдалось забити лише 18 квітня 2015 року — на матчі, де український клуб здобув свою першу перемогу. Капітаном клубу наразі є В'ячеслав Амелін.

## Цікаві факти
Під час флешмобу 25 серпня 2010 року його учасники біля Київського вокзалу провели «іспит» з української мови для росіян. Для слова «парасолька» москвичі припускали такі переклади російською, як «девушка», «букет»; для слова «вродливий» — «что-то такое родное»; а слово «сукня» викликало найбільшу кількість варіантів — «сухое», «крыша», «венок», «сукно».
На обкладинці першого сольного альбому Сергія Василюка «Сховане обличчя» розміщена світлина з концерту у Москві, який організовував УМК.
До УМК ходили, окрім українців у третьому-шостому коліні з Росії, Молдови, Казахстану, Білорусі, ще й нащадки кримських татар ще й росіяни, які прагнули вивчити українську мову чи долучитися до української культури.